# Daye
Daye (chinesisch 大冶市, Pinyin Dàyě Shì) ist eine kreisfreie Stadt in der chinesischen Provinz Hubei. Sie ist administrativ der bezirksfreien Stadt Huangshi unterstellt und verwaltet ein Territorium von 1566 km². Per Ende 2019 zählte sie 850.300 Einwohner.
Bei der Volkszählung des Jahres 2000 ergab sich noch eine Gesamtbevölkerung von 873.859 Einwohnern in 220.921 Haushalten, davon 460.417 Männer und 413.442 Frauen.

## Administrative Gliederung
Per Ende 2018 setzt sich Daye auf Gemeindeebene aus fünf Straßenvierteln, zehn Großgemeinden und eine Gemeinde zusammen. Diese sind:
- Straßenviertel Dongyue Lu (东岳路街道), Dongfeng Lu (东风路街道), Jinhu (金湖街道), Luojia Qiao (罗家桥街道),  Jinshan (金山街道)
- Großgemeinden Jinniu (金牛镇), Bao’an (保安镇), Lingxiang (灵乡镇), Jinshandian (金山店镇), Haidiqiao (还地桥镇), Yinzu (殷祖镇), Liurenba (刘仁八镇), Chengui (陈贵镇), Dajipu (大箕铺镇), Wangren (汪仁镇)
- Gemeinde  Mingshan (茗山乡)[3]